# Vereinigungskirche
Die Vereinigungskirche, auch als Moon-/Mun-Sekte bekannt, ursprünglich The Holy Spirit Association for the Unification of World Christianity, ist eine neue religiöse Bewegung, die 1954 von dem Koreaner Sun Myung Moon gegründet wurde. Bekannt ist die Vereinigungskirche für ihre zu einem festgelegten Zeitpunkt an einem zentralen Ort in Südkorea stattfindenden Massenhochzeiten. Seit 1996 trägt die Organisation den Namen Familienföderation für Weltfrieden und Vereinigung.
Die Organisation schuf ein breit gefächertes Wirtschaftsimperium (Tongil Group), zu dem Rüstungsunternehmen, Pharmaunternehmen, Restaurantketten, Zeitungen wie die konservative Washington Times und die Nachrichtenagentur UPI gehörte. Durch die Medienunternehmen sicherte sie sich Einfluss in der US-Hauptstadt.
Die wichtigsten Lehren dieser vorgeblich religiösen Gemeinschaft stehen in dem Buch Das Göttliche Prinzip, das unter der Anweisung Moons geschrieben wurde. Die Organisation hatte 2007 im deutschsprachigen Raum etwa 1200 Mitglieder. In Japan, Südkorea und den Vereinigten Staaten ist durch höhere Mitgliederzahlen ihr politischer und wirtschaftlicher Einfluss größer. Die Vereinigungskirche ist streng hierarchisch strukturiert. Ihr Gründer gilt als Messias und „Herr der Wiederkunft“. 
Der Hauptsitz der Bewegung befindet sich in der südkoreanischen Hauptstadt Seoul. Nach Moons Tod im September 2012 waren seine Witwe Hak Ja Han und ihr jüngster Sohn Hyung Jin „Sean“ Moon gemeinsam die Vorsitzenden der Vereinigungskirche International. Hyung Jin Moon hatte diese Position bereits seit April 2008 inne. Seit 2005 ist der viertgeborene Sohn Kook Jin Moon Vorsitzender des Wirtschaftsunternehmens der Vereinigungskirche (Tongil Group). Nach Moons Tod am 3. September 2012 sollten somit Hak Ja Han, Hyung Jin Moon und Kook Jin Moon die Leitung über die Vereinigungskirche haben. Allerdings hat Sean Moon inzwischen seine eigene Bewegung „World Peace Sanctuary“ (auch unter den Namen „Sanctuary Church of Newfoundland, PA“ oder neuerdings Rod of Iron Ministries bekannt) gegründet und sich mit seinen Anhängern von der Vereinigungskirche abgespalten.

## Geschichtliche Entwicklung

### International
Sun Myung Moon (geboren 1920) hatte nach eigenen Angaben am Ostersonntag, dem 17. April 1935, eine Vision von Jesus Christus. Jesus habe ihn gebeten, seine Mission zu vollenden und die Welt zu erlösen. Moon war daraufhin Mitglied in verschiedenen Kirchen und versuchte mehrere Jahre mit etablierten christlichen Erweckungsbewegungen in Korea zusammenzuarbeiten (wie beispielsweise der Inside Belly Church, Leuchtendes Meer).
Als diese Bemühungen scheiterten, gründete Moon 1954 die Heilig Geist Gesellschaft zur Vereinigung des Weltchristentums (Segye Kidokkyo Tongil Sillyon), die später als Vereinigungskirche (Tongil Kyo-hae) bekannt wurde. Bis 1957 bildeten sich in 30 Städten in Südkorea Kirchengemeinden. Die grundlegende Lehre der Vereinigungskirche wurde 1950–52 von Hyo-Won Eu, dem ersten Vorsitzenden der Heilig Geist Gesellschaft, niedergeschrieben und unter dem Titel Wôl Li Hae Sôl (Erklärungen zum Göttlichen Prinzip) im Jahr 1957 zum ersten Mal gedruckt. Ende der 1950er Jahre wurden die ersten Missionare nach Japan und in die Vereinigten Staaten entsendet (Sang-ik Choi, Young-oon Kim, Bo-hi Pak, David Kim).

#### 1960er Jahre
Am 16. März 1960 heiratete Moon in zweiter Ehe Hak Ja Han. Dieses Ereignis gilt innerhalb der Vereinigungskirche als „die Hochzeit des Lammes“ (Offb 19,7 ) und erhält somit den Status eines Heilsereignisses, auf dem wesentliche Prinzipien und Ideale der Gemeinschaft fußen (insbesondere die wesentliche Rolle, die der Ehe, Partnerschaft und Familie zugeschrieben wird). Das Ehepaar inszenierte sich innerhalb der Vereinigungskirche genealogisch als die „wahren Eltern“ einer neuen Menschheit. Beide führten in ästhetisch inszenierten Massenzeremonien „vollkommene Ehen“ durch, die eine Vielzahl von Paaren anzog, die hofften in der Zeremonie von der „ursprünglichen Sünde“ befreit zu werden. Ab Juli 1960 wurden in Südkorea jährlich im Sommer Projekte durchgeführt, bei denen sich über 400 christliche Kirchen beteiligten; dabei wurden Bibelwissen und die Lehre Moons verbreitet sowie gemeinnützige Arbeit durchgeführt.
Im Rahmen seiner ersten Welttour im Jahre 1965 hielt Moon in 40 Nationen Reden und errichtete an mehreren Orten sogenannte Holy Grounds (unter anderem auch in Berlin, Frankfurt am Main und Essen). Auf seiner Reise in die Vereinigten Staaten traf Moon auf den ehemaligen US-Präsident Dwight D. Eisenhower. 1966 wurde die zweite Ausgabe der Lehre der Vereinigungskirche Wôl Li Kang Ron (Erläuterung des Göttlichen Prinzips) in Koreanisch herausgegeben, welche das grundlegende Textbuch der Lehre von Sun Myung Moon ist.
1969 reiste Moon nach Europa, Japan und in die Vereinigten Staaten. In Deutschland erhielten zu dieser Zeit zum ersten Mal internationale Paare die heilige Ehesegnung.

#### 1970er Jahre
Mit dem Umzug von Sun Myung Moon in die USA 1971 verlegte sich der Schwerpunkt der Arbeit der internationalen Vereinigungskirche von Südkorea in die USA. Einige Monate später veranstaltete die Vereinigungskirche die Day-of-Hope-Ansprachentour, auf der Moon in 50 amerikanischen Bundesstaaten sprach, darunter in sieben Großstädten, beginnend am 3. Februar 1972 im Lincoln Center in New York City. Zwei weitere Ansprachentouren durch amerikanische Großstädte folgten (Christianity in Crisis: New Hope). 1972 hatte die Vereinigungskirche Gemeindezentren in zehn verschiedenen Bundesstaaten der USA.
1973 entstand die erste Übersetzung des Wôl Li Kang Ron ins Englische unter dem Titel The Divine Principle, fast zeitgleich mit der deutschen Übersetzung.
Nach der Watergate-Affäre von US-Präsident Richard Nixon rief die Vereinigungskirche in einer Kampagne Forgive, Love and Unite die amerikanische Bevölkerung dazu auf, dem Präsidenten eine zweite Chance zu geben. Zu diesem Anlass fand 1974 ein Treffen zwischen Nixon und Moon statt. Daraufhin begann die vierte amerikanische Ansprachentour von Moon durch mehrere amerikanische Großstädte. Sie begann mit einer Großveranstaltung im Madison Square Garden in New York City am 18. September 1974, zu der 25.000 Zuhörer kamen. Daraufhin kehrte Moon nach Südkorea zurück, um dort und später auch in Japan weitere Ansprachen zu halten.
Nach Aufbau der Vereinigungskirche in Japan, Südkorea den USA und Westeuropa wurden im Mai 1975 Missionare in 120 Nationen in Asien, Afrika, Ozeanien, Südamerika und den Nahen Osten entsendet. Nachdem Südvietnam am 30. April 1975 von den kommunistischen Truppen eingenommen worden war, veranstaltete die Koreanische Vereinigungskirche die World Rally for Korean Freedom am 7. Juni 1975 in Seoul, bei der Moon die Hauptansprache hielt, um ein Bewusstsein für die behauptete Gefahr des Kommunismus (vor allem Nordkoreas) zu schaffen, an der über eine Million Menschen teilnahmen.
Anlässlich der Zweihundertjahrfeier der Gründung der Vereinigten Staaten 1976 hielt Sun Myung Moon zwei Ansprachen: am 1. Juni im Yankee Stadium in New York City und eine andere am 18. September auf dem Bicentennial God Bless America Festival am Washington Monument.
1978 startete die Vereinigungskirche auf Initiative Moons das Projekt Home Church. Dieses sollte die Kirche bekannt machen, indem man bedürftigen Familien in der unmittelbaren Nachbarschaft Hilfeleistungen anbot.
Im selben Jahr beschuldigte das Subcommittee on International Organizations, ein Unterausschuss des Repräsentantenhaus der Vereinigten Staaten, die Vereinigungskirche unter anderem, mit dem südkoreanischen Geheimdienst KCIA zusammenzuarbeiten, was als Koreagate-Affäre bekannt wurde. Dabei berief sich der Ausschuss unter anderem auf drei ungeprüfte CIA-Berichte aus den 1960er Jahren, in denen behauptet wird, die Vereinigungskirche sei vom KCIA im Jahre 1961 gegründet worden. Der Vorsitzende des Komitees Donald M. Fraser verlangte von Colonel Bo Hi Pak, einem engen Vertrauten Moons, der in den Koreagate-Skandal involviert sein sollte, eine Klarstellung. Letzterer sagte drei Mal vor dem Ausschuss von Fraser aus und bestritt dabei jegliche Verbindungen zwischen der Vereinigungskirche und dem KCIA. Fraser konnte seine Anschuldigungen letztendlich nicht beweisen und Bo Hi Pak und die Vereinigungskirche wurden freigesprochen. Der Bericht wurde von zahlreichen Massenmedien aufgegriffen und trug zu einem negativen Bild der Vereinigungskirche in der Öffentlichkeit bei. Die Vereinigungskirche verfasste eine Stellungnahme zu den Anklagen Frasers mit dem Titel Our Response.
Moon wurde 1984 zu einer Gefängnisstrafe wegen Steuerhinterziehung verurteilt. Bürgerrechtsbewegungen, liberale und konservative (auch rechte) christliche Bewegungen und Pfarrer wie beispielsweise Jerry Falwell, aber auch Joseph Lowery hielten die Anklage für nicht gerechtfertigt und für einen Verstoß gegen die Religionsfreiheit. Die niederländische Moon-Bewegung pflegte in den 1980er Jahren zahlreiche Kontakte zu rechtsextremen Gruppierungen.
Die Organisation erregte zuletzt im Oktober 2019 großes öffentliches Interesse. Im niederländischen Ruinerwold war eine in einem engen Raum isoliert lebende Kleingruppe (darunter auch Jugendliche) entdeckt worden, die das Ende des Weltzeitalters erwartete.

### Deutschland
Der erste Missionar in Deutschland war Peter Koch, der die Lehre Sun Myung Moons in Amerika kennengelernt hatte. Ein Jahr nach seiner Ankunft in Deutschland wurde am 11. Dezember 1964 die Gesellschaft zur Vereinigung des Weltchristentums (GVW) in Frankfurt am Main gegründet.
Im Zuge einer Welttour besuchte Moon 1965 das erste Mal Deutschland und gründete drei Heilige Gründe in Berlin, Frankfurt am Main und Essen. Er beauftragte die Mitglieder, Missionare ins Ausland zu entsenden. Daraufhin gingen vereinzelt Missionare ins Ausland, beispielsweise nach Spanien und Frankreich.
Mit dem Besuch Moons 1969 kam es zu einem ersten Leiterwechsel, Peter Koch wurde Landesleiter in Österreich, Paul Werner war für die deutsche Vereinigungskirche verantwortlich. Werner legte einen neuen Schwerpunkt auf das Verteilen von Einladungen und andere Straßenaktionen sowie die Eröffnung neuer Gemeindezentren. 1971 gab es in Deutschland 21 Gemeindezentren und 100 Mitglieder.
Im September 1971 reisten zwei Missionsteams mit je 12 Mitgliedern durch verschiedene Städte Deutschlands, um dort neue Kirchenmitglieder zu finden.
1972 hielt Moon im Rahmen der „Day-of-Hope“-Ansprachentour erstmals drei öffentliche Reden in Deutschland, genauer in Essen. Kurze Zeit später wurden als Teil der One World Crusade neue Missionsteams in München gebildet.
Laut Entscheidung des Bundesgerichtshofs vom 1. Februar 1983 darf „über die Mun-Sekte in der Bundesrepublik Deutschland behauptet werden“:
- die Vereinigungskirche sei eine kriminelle Vereinigung,
- sie proklamiere ein faschistisches System,
- mehrere junge Leute sind durch die Vereinigungskirche bis zum Selbstmord getrieben worden und
- die Vereinigungskirche setzt Menschen einem Psychoterror aus.

Entsprechend hieß es im Spiegel vom 14. Dezember 1987, nach dem „Vierten Carp-Weltstudentenkongreß“ „der internationalen Studentenorganisation der Mun-Sekte“ im August 1987 in Berlin: Muns „religiöse Lehre ist ein seltsames Sammelsurium von ‚Prinzipien‘, die durch ihre radikal antikommunistische Tendenz, durch rassistisch-faschistische Ansätze und einen grotesken Weltbeherrschungsanspruch gekennzeichnet sind.“
Von 1995 bis 2006 galt wegen der Gefährlichkeit der Vereinigungskirche als Psycho- und Jugendsekte ein Einreiseverbot des deutschen Bundesinnenministeriums für Mun und seine Frau, das 2006 vom Bundesverfassungsgericht aufgehoben wurde.
Es gibt in Deutschland zehn offizielle Gemeindezentren: Berlin, Hamburg, Hannover, Düsseldorf, Bonn, Gießen, Frankfurt, München, Stuttgart und Nürnberg.

### Österreich
Der erste Pionier der Vereinigungskirche in Österreich war Paul Werner, der am 19. Mai 1965 in Wien ankam. Im Mai 1966 wurde die „Gesellschaft zur Vereinigung des Weltchristentums“ bei der Sicherheitsdirektion als Verein eingetragen (Vorsitzender: Paul Werner). Innerhalb von fünf Jahren baute Werner eine Gemeinschaft von über 30 Mitgliedern auf. Im Jänner 1974 wurde der Vereinsstatus der rasch wachsenden religiösen Gemeinschaft aus „formalen Gründen“ durch die Sicherheitsdirektion Wien wieder zurückgezogen. Bis zur Vereinsgründung der österreichischen Familienföderation für Weltfrieden im Jahr 1997 existierte die Vereinigungskirche daher lediglich als Gesellschaft bürgerlichen Rechts. Bereits früh avancierte die österreichische Vereinigungskirche zu einer der führenden nationalen Gruppen in Europa und entsandte Missionare in die Schweiz (1968), in die Tschechoslowakei (1968), in die USA (ab 1972), nach Deutschland (1975) und in diverse Länder des kommunistischen Ostblocks (1980er Jahre).
Am 15. Juni 2015 wurde die Vereinigungskirche durch das österreichische Kultusamt als „staatlich eingetragene religiöse Bekenntnisgemeinschaft“ anerkannt. (Zum österreichischen Religionsrecht siehe Anerkannte Religionsgemeinschaften in Österreich.) Zurzeit führt die österreichische Vereinigungskirche sechs offizielle Gemeindezentren in der Bundeshauptstadt Wien (nationales Hauptquartier) sowie den Landeshauptstädten Linz, Graz, Klagenfurt, Salzburg und Innsbruck. Nach eigenen Angaben zählt die Vereinigungskirche in Österreich rund 700 Mitglieder.

### Japan
Shinzo Abe trat bei Veranstaltungen der Vereinigungskirche als bezahlter Redner auf, zuletzt am 11. September 2021 auf einer virtuellen Rally of Hope, die von der Universal Peace Federation organisiert wurde, und an der auch der ehemalige US-Präsident Donald Trump teilnahm. Abe ehrte in seiner Rede Moons Witwe Hak Ja Han Moon, die nach dem Tod ihres Mannes die Kontrolle über das Vermögen der Moon-Bewegung übernommen hat, und drückte seinen tiefen Dank für die unermüdlichen Bemühungen der Vereinigungskirche zur Lösung von Konflikten in der Welt aus. Am 8. Mai 2021 fand eine weitere Rally of Hope-Veranstaltung statt, bei der mehrere US-Politiker Reden hielten: der ehemalige Vizepräsident Mike Pence, der ehemalige Außenminister und CIA-Direktor Mike Pompeo, der ehemalige Sprecher des Repräsentantenhauses Newt Gingrich und der ehemalige Verteidigungsminister Mark Esper. Der 41-jährige Attentäter, der Abe erschoss, gab an, er habe Abe gehasst, weil dieser die Vereinigungskirche unterstützt habe. Die Mutter des Attentäters habe demnach der Vereinigungskirche große Summen zukommen lassen und auf diese Weise seine Familie ruiniert.
Drei Monate nach dem Attentat ordnete der japanische Ministerpräsident Kishida Ermittlungen gegen die Organisation an und forderte im Oktober 2023, ihr den Status als religiöse Gemeinschaft abzuerkennen. Im März 2025 ordnete ein Gericht die Auflösung der Kirche an und entzog ihr den Status als religiöse Gemeinschaft sowie Steuerprivilegien. Der Organisation werden „manipulative geldbeschaffungs- und Rekrutierungstaktiken“ vorgeworfen, die unter ihren Anhängern „Angst schürten und ihren Familien schadeten“. Die Organisation bestreitet die Vorwürfe und will sich gegen das Urteil wehren.

### Nach dem Tod von Moon
Nach dem Tod von Sun Myung Moon gab es Kontroversen über sein Erbe. Moons Sohn Kook Jin Moon wurde schon kurz nach dem Ableben seines Vaters im September 2012 von dessen Witwe Hak Ja Han von allen führenden Posten entlassen, die faktisch die Nachfolge Moons antrat. Ein anderer Sohn, der ursprünglich als Nachfolger Moons vorgesehene Hyung Jin Moon gründete 2013 eine eigene Bewegung (World Peace and Unification Sanctuary), die den Anspruch erhebt, die ursprüngliche Lehre der Vereinigungskirche zu vertreten. Inzwischen wird Hak-Ja Moon als Hure Babylon bezeichnet.

## Lehre
Die Lehre der Vereinigungskirche stammt von dem Gründer Sun Myung Moon. Moons Offenbarung wird als der Schlüssel für das Verständnis der christlichen Bibel und als Anleitung zur Wiederherstellung der Welt verstanden. Die Hauptwerke über die Lehre der Vereinigungskirche sind Das Göttliche Prinzip und Cheon Seong Gyeong (Heilige Schrift des Himmels).

### Gottesbild
Es gibt einen einzigen Gott, der absolut, unveränderlich, allmächtig und ewig ist. Er ist unsichtbar, übersteigt Raum und Zeit und ist Schöpfer des Universums. Als Geschöpf Gottes ist die Welt der physische Ausdruck seines Wesens. Die Eigenschaften, die in Gott vereint sind, werden somit in der Schöpfung reflektiert, zu denen polare Wesenszüge (Yin und Yang) zählen, wie zum Beispiel Maskulinität und Femininität.
Gott ist die Quelle der Wahrheit, Schönheit, des Guten und der Liebe. Gott steht nicht in der Position eines Richters, sondern in der Position von Eltern der Menschheit. Als Eltern hat er sowohl den väterlichen Aspekt der Rechtschaffenheit als auch den mütterlichen Aspekt der Vergebung und Fürsorge in sich.

### Ursprüngliches Schöpfungsideal
Gott schuf das Universum, um in Beziehungen zu Objektpartnern Liebe und Freude erfahren zu können. Menschen sind die wichtigsten Wesen der Schöpfung, da sie Gottes Kinder sind, die die Fähigkeit besitzen, selbst Schöpfer zu sein. Des Weiteren können die Menschen auf der Grundlage ihrer von Gott gegebenen Freiheit ihre Charakterentwicklung selbst bestimmen, welche im Zusammenhang damit steht, in welchem Maße sie Gottes Liebe empfangen und erwidern können.
Gott, als Eltern der Menschen, gab dem Menschen den Lebenszweck, Freude zu erfahren, was sich ausdrückt in den ‚Drei Großen Segen‘ (Gen 1,28 ): Seid fruchtbar und vermehrt euch, bevölkert die Erde, […] und herrscht über die Fische und Meere, über die Vögel des Himmels und über alle Tiere, die sich auf dem Land regen.
1. „Seid fruchtbar“ steht für die Erlangung geistiger und körperlicher Reife, also für Harmonie zwischen Geist und Körper, ausgerichtet auf Gott.
2. „Vermehrt euch“ bedeutet die Errichtung einer idealen Familie mit Gott im Mittelpunkt.
3. „Herrscht“ über alle Lebewesen auf der Erde fordert vom Menschen, eine verantwortungsbewusste Führung über das gesamte Universum zu übernehmen und als Mittler zwischen Gott und der physischen Welt alle Dinge im Einklang mit Gottes Ideal zu gebrauchen, damit sie wiederum ihren Schöpfungszweck erfüllen können.

Gottes Schöpfungsideal ist dann erfüllt, wenn Gott und die Menschheit in einer Beziehung der Liebe stehen und der Mensch die ‚Drei Großen Segen‘ erfüllt hat.

### Geistige Welt
Der Mensch wird als Mittler der geistigen und physischen Welt gesehen, da er sowohl ein physisches als auch ein geistiges Selbst besitzt. Das geistige Selbst lebt nach dem Tod des physischen Selbst ewig in der geistigen Welt weiter. Verstorbene Menschen und Engel können mit dem geistigen Selbst von Lebenden interagieren oder es beeinflussen.
Engel wurden geschaffen, um den Menschen bei der Erfüllung der ‚Drei Großen Segen‘ zu helfen. Der vollkommene Mensch steht über den dienenden Engeln.

### Der Sündenfall
Der Sündenfall der ersten menschlichen Vorfahren Adam und Eva aus der Bibel ist, den Göttlichen Prinzipien zufolge, ein tatsächliches historisches Ereignis. Jedoch werden Elemente der Geschichte, wie zum Beispiel der Baum des Lebens, der Baum der Erkenntnis von Gut und Böse, die verbotene Frucht und die Schlange, als symbolische Metaphern für einen idealen Mann, eine ideale Frau, sexuelle Liebe und den Erzengel Luzifer interpretiert.
Der Sündenfall setzt sich aus dem geistigen und dem physischen Fall zusammen. Unter dem geistigen Fall versteht man die verbotene sexuelle Beziehung zwischen dem Erzengel Luzifer und der noch unreifen Eva. Diese Beziehung war entgegen dem ursprünglich vorgesehenen Verhältnis zwischen Mensch und Engel.
Mit dem physischen Fall wird die darauffolgende sexuelle Vereinigung von Eva mit Adam beschrieben, welche zu diesem Zeitpunkt noch nicht von Gott gesegnet war. Dabei übertrug Eva Elemente aus der Beziehung mit Luzifer an Adam, und über ihre Kinder wurden sie an die gesamte Menschheit weitervererbt. Aus diesem Grund steht nicht Gott im Mittelpunkt der menschlichen Gesellschaft, sondern Luzifer, was dem Ideal Gottes entgegensteht.

### Wiederherstellung des ursprünglichen Ideals
Die Lehre der Vereinigungskirche besagt, dass die gesamte menschliche Geschichte seit dem Sündenfall ein andauernder Kampf zwischen den Kräften von Gott und Satan ist, um die ursprünglichen Sünde zu bereinigen und die ursprüngliche Liebe wiederherzustellen. Dieser Prozess ist die treibende Kraft der menschlichen Geschichte, die eine Geschichte der Wiederherstellung und Wiedergutmachung ist. Die Wiederherstellung der satanischen Erblinie in die göttliche Erblinie ist die zentrale Aufgabe des Messias. Der Wechsel der Erblinie wird durch die Teilnahme an der „heiligen Ehesegnung“ erreicht.

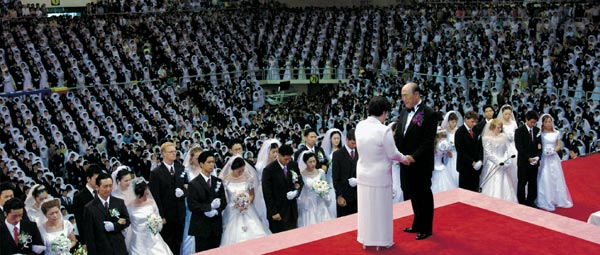
Gebet bei der Ehesegnung, 14. Oktober 2010

Die Geschichte der Religionen ist die Geschichte göttlicher und menschlicher Anstrengung, um das Ideal, das sich in der Verwirklichung der „Drei Großen Segen“ ausdrückt, zu verwirklichen. Im Laufe der Geschichte sind verschiedene bedeutende Persönlichkeiten erschienen, die auf der Seite Gottes oder Satans standen und dem Prozess der Wiederherstellung entweder dienten oder ihm entgegenwirkten.
Der Messias kann die Menschen lediglich von der ursprünglichen Sünde befreien und sie durch seine Lehre führen. Die Verantwortung, persönliche und ererbte Sünden zu bereinigen, trägt jeder Mensch selbst.

### Die Mission des Messias und die Rolle Sun Myung Moons
Nach der Lehre der Vereinigungskirche ist der Messias ein Mensch, der ohne ursprüngliche Sünde und aus der göttlichen Natur Gottes geboren wurde. Er ist mit Gott verbunden, jedoch nicht Gott selbst.
Der Messias steht in der Position des ersten Menschen Adam. Seine Mission ist es, den Sündenfall wiedergutzumachen und das Schöpfungsideal zu erfüllen. Dafür muss er eine Frau (in der Position Evas) zu geistiger Reife führen und mit ihr eine Familie gründen. Die Vereinigungskirche versteht die Hochzeit des Lammes (Offb 19,7 ) demnach als buchstäbliche Hochzeit zwischen dem Messias und einer wiederhergestellten Frau.
Jesus war der Messias. Wegen des Unglaubens der Menschen wurde Jesus jedoch gekreuzigt, bevor er die messianische Aufgabe auf der Erde vollenden konnte. Dem Göttlichen Prinzip zufolge war Jesu Kreuzestod weder notwendig noch der Wille Gottes. Jesus hätte während seiner Lebzeiten das Königreich Gottes errichten sollen (Jes 9,5–6 , Lk 1,31–32 ).
Der Opfertod am Kreuz war dennoch nicht vergebens. Auf dem siegreichen Fundament des Kreuzes konnte Jesus auferstehen und der Menschheit geistige Erlösung bringen.
Der Messias muss wiederkommen, um die Menschheit auch physisch zu erlösen. Sun Myung Moon gilt als dieser zweite Messias (Herr der Wiederkunft). Er hat demnach die Aufgabe, die Mission Jesu zu Ende zu führen. Zusammen mit seiner Frau Hak Ja Han nimmt er die Rolle von Wahren Eltern ein. Durch sie sei zum ersten Mal Gottes Ideal eines vollkommenen Elternpaars erfüllt. Dementsprechend bezeichnen Mitglieder der Vereinigungskirche Sun Myung Moon als Wahren Vater, Hak Ja Han als Wahre Mutter und ihre gesamte Familie als Wahre Familie, was der hierarchischen Strukturierung der Gemeinschaft und ihrer unkritischen Obrigkeitshörigkeit zuträglich ist. Moon rief mehrfach neue weltgeschichtliche Epochen aus und berechnete mehrfach genaue Zeitpunkte einer angeblichen Endzeit.
Durch die Wahren Eltern soll die gesamte Menschheit an die Erblinie Gottes angepfropft werden. Die Wahren Eltern sollen allen Menschen den Weg zeigen, selbst Wahre Eltern zu werden und wahre Familien zu gründen.

## Symbol

Das Symbol der Vereinigungskirche

In der Mitte des Symbols ist ein Kreis, welcher für Gott, Wahrheit, Leben und Licht steht. Von diesem Kreis gehen für jeweils eins dieser Elemente vier große dreiecksförmige Strahlen aus sowie weitere acht kleinere. Insgesamt ergibt dies zwölf Strahlen, die an die Sonne und deren Strahlen erinnern sollen. Diese sollen die Zwölf als biblisch wichtige Zahl aufgreifen: Die zwölf Strahlen korrespondieren zu den in der Apokalypse genannten zwölf Perlentoren, die alle in die heilige Stadt Jerusalem führen oder sich beispielsweise auch auf die zwölf Jünger Jesu beziehen. Die vier, bzw. zwölf „Sonnenstrahlen“ stehen darüber hinaus für die Himmelsrichtungen und dafür, dass die Wahrheit auf zwölf Wegen verbreitet werden kann. Sie können auch die zwölf Typen des menschlichen Charakters darstellen.
Das Quadrat in der Mitte symbolisiert mit seinen vier Ecken die Vier-Positionen-Grundstruktur, also die Einheit von Ursprung, dessen Teilung und deren Einheit (Beispiel: Gott als Ursprung, Mann und Frau als Ausdruck seines Wesens auf zwei Objekte aufgeteilt, Kind als Einheit von Mann und Frau).
Der äußere Kreisring repräsentiert das Prinzip des Gebens und Empfangens, das Grundlage aller Existenz und somit des Kosmos ist.
Der Gründer Sun Myung Moon lehrt, dass die Struktur des Himmelreiches nach dem Muster dieses Symbols errichtet werden wird, also durch zwölf Stämme und zwölf Charaktertypen, durch die Errichtung der Vier-Positionen-Grundstruktur, ausgerichtet auf Gott in harmonischem Geben und Empfangen.
Entgegen oftmaliger Behauptungen stellt das Symbol in keiner Weise eine Hommage an die Flagge der japanischen Marine dar.

## Politische Einflussnahme
In Verfolgung ihrer antikommunistischen Ziele bemühte sich die Vereinigungskirche seit den 1970er Jahren verstärkt um Einflussnahme auf die Politik.
Zur Einflussnahme auf die Öffentlichkeit benutzt die Vereinigungskirche verschiedene Unterorganisationen. Die CAUSA propagierte insbesondere in den 1980er Jahren die Philosophie der Vereinigungskirche, den „Gottismus“. Ihr Vorsitzender war in den 1980er Jahren Bo Hee Park. In Deutschland führte die CAUSA Deutschland e. V. verschiedene Tagungen durch. Die Vorträge wurden regelmäßig in der CAUSA-Zeitschrift Forum für geistige Führung veröffentlicht. Referenten waren unter anderem Günter Rohrmoser, Helmut Bärwald, Konrad Löw und Klaus Hornung.
Gezielt an Akademiker wendet sich die International Conference of the Unity of Sciences (ICUS), eine Unterorganisation der gleichfalls der Kirche unterstehenden International Cultural Federation mit Sitz in New York. Die ICUS hält jährlich Kongresse ab, auf denen die teilnehmenden Wissenschaftler 1000 $ für jede Rede und 500 $ für jeden eingereichte Artikel erhalten sowie noch einmal 500 $ für dessen Veröffentlichung. Senior Consultants erhalten 5000 $ im Jahr. An den Konferenzen nehmen namhafte Wissenschaftler, auch Nobelpreisträger, teil. Der Soziologe Irving Horowitz nannte sie eine „brillante Marketingstrategie“. Eine weitere Unterorganisation, die World Media Association, organisiert Reisen für Journalisten, speziell von kleineren und mittleren US-Tageszeitungen. „Ich dachte, das sei die einzige Möglichkeit für mich, nach Asien zu kommen“, sagte ein Journalist der Palm Beach Post nach der Teilnahme an einer solchen Reise. Eine andere Unterorganisation Freedom Leadership Foundation finanzierte 1984 die Reise eines Senatsausschusses nach Zentralamerika. Die Aktivitäten des National Conservative Political Action Committee wurden im selben Jahr mit 500.000 Dollar unterstützt. Ferner gründete die Kirche ein Washington Institute for Values in Public Policy, das konservativ orientierte Forschung an verschiedenen Universitäten, unter anderem in Stanford, unterstützt. Zur Finanzierung ihrer Aktivitäten transferierte die Kirche von 1975 bis 1984 800 Mio. Dollar aus Japan in die USA; den Erlös aus Spenden- und Verkaufsaktionen in den USA gab sie mit 20 Mio. Dollar an. Eine wichtige Einnahmequelle ist der Verkauf von Blumen und Schmuck durch Anhänger, die sich verpflichten, mindestens 100 Dollar pro Tag einzunehmen. Spendensammlern ist ausdrücklich erlaubt, die Zugehörigkeit zur Kirche und den Verwendungszweck der Spenden zu leugnen (heavenly deception). Bo Hee Park definierte den Zweck des politischen Engagements 1984 wie folgt:
„Wir wollen die Welt erwecken und erreichen, dass dieses gottlose, totalitäre System verschwindet […] Es ist ein totaler Krieg. Hauptsächlich ein Krieg der Ideen, der Köpfe, des menschlichen Verstandes. Dort wird die Schlacht geschlagen. In diesem Krieg wird alles mobilisiert: politische, soziale, ökonomische und propagandistische Mittel […] Die Medienorganisation, die wir schaffen, soll als Instrument unserer Sache eingesetzt werden, als Instrument Gottes.“
Seit 1991 missioniert die Vereinigungskirche verstärkt in den Ländern der ehemaligen UdSSR.

## Kritik an der Vereinigungskirche

### Politische Kritik
Die baden-württembergische Landesregierung bezeichnete das Auftreten der „Vereinigungskirche“ 1995 als „exemplarisch für die Instrumentalisierung der Religion für die Durchsetzung politischer Ziele“.

### Verhältnis zu anderen Kirchen
Die Vereinigungskirche wurde lange als Sekte bzw. destruktiver Kult betrachtet, das wurde auch von anderen Kirchen so gesehen. Durch einen „Entradikalisierungsprozess“ der Organisation hat sich dies inzwischen relativiert.
Mit zum schlechten Image der Organisation trug auch das Handeln mittels Unterorganisationen, deren Beziehungen zur Vereinigungskirche nicht sofort ersichtlich war, wie die Studentenorganisation CARP, UPF, die Internationale religiöse Stiftung („Internationonal Religious Foundation“ – IRF) oder die „Interreligious and International Federation for World Peace“ (IIFWP). Kritiker werfen der Bewegung auch „eine nach dem Führerprinzip organisierte Kader-Organisation mit Absolutheitsanspruch, die ein theokratisches Staatsmodell mit einer ‚heiligen Elite‘ propagiere“ vor.

## Verbreitung und Mitgliedschaft
In den Anfangszeiten der Bewegung lebten die Mitglieder häufig in Wohngemeinschaften und missionierten auf der Straße („Witnessing“). Zur Finanzierung der Zentren und der Missionsarbeiten gingen Mitglieder von Tür zu Tür und verkauften Pflanzen, Schmuck oder andere Gegenstände („Fundraising“). Die meisten Mitglieder waren Vollzeit mit der Mission beschäftigt und nur wenige übten einen Beruf aus.
In den 1980er Jahren gründeten viele der Mitglieder, die als Jugendliche der Bewegung beigetreten waren, Familien. Sie zogen mit ihren Familien in eigene Wohnungen oder Häuser, sodass die Wohngemeinschaften aufgelöst wurden. In den meisten Familien sind einer oder beide Elternteile berufstätig.
In Deutschland hatte die Vereinigungskirche im Jahr 2007 nach eigenen Angaben 1.300 Mitglieder und etwa 10.000 Sympathisanten, weltweit rechnet man mit 200.000 Mitgliedern. Nach Angaben der Vereinigten Evangelisch-Lutherischen Kirche Deutschlands beträgt die Mitgliedschaft in Deutschland „mindestens 200“ Personen (inkl. Kinder: 350) plus etwa 1000 Sympathisanten. Etwa 80 % der Mitglieder sind verheiratet und haben Kinder.
Nach Angaben der Statistik Austria haben bei der Volkszählung 2001 in Österreich 297 Personen angegeben, zur Vereinigungskirche zu gehören. Die Gemeinschaft erhielt hier 2015 den Status einer staatlich eingetragenen Bekenntnisgemeinschaft. Die Vereinigungskirche in Österreich wirkt im Religionsbeirat der Oberösterreichischen Landesregierung mit. Mehrere Broschüren wurden von der Oberösterreichischen Landesregierung herausgegeben.

## Bräuche
Durch zahlreiche Bräuche sollen unter den Mitgliedern das Zusammengehörigkeitsgefühl und die innere Ausrichtung auf Gott und Sun Myung Moon verstärkt werden. In den regionalen Gemeindezentren werden sonntags Gottesdienste abgehalten, deren Ablauf dem der evangelischen Kirchen ähnelt. So werden gemeinsam Kirchenlieder gesungen, es wird eine Predigt gehalten und eine Kollekte durchgeführt. Für die Kinder der Gemeindemitglieder werden Kindergottesdienste durchgeführt.
Die Vereinigungskirche hat eigene Feiertage. Das Datum der Feiertage richtet sich meistens nach dem chinesischen Kalender.
Die vier wichtigsten Feiertage sind:
- Wahrer Gottestag (1. Januar)
- Wahrer Elterntag (1. März)
- Tag aller wahren Dinge (1. Mai)
- Wahrer Kindertag (1. Oktober)

Außerdem feiert die Bewegung:
- Tag des Sieges der Liebe (2. Januar)
- Chil Il Jeol: Tag der Deklaration von Gottes ewigem Segen (1. Juli)
- Chil Pal Jeol: Deklaration des Reiches des kosmischen Sabbats für Eltern von Himmel und Erde (1. August)
- Gründungstag der Nation des vereinigten Kosmos und Gründungstag der Vereinigungsbewegung (3. Oktober nach dem Mondkalender)

An Sonn- und Feiertagen sowie am Monatsersten wird üblicherweise im Familienkreise das sogenannte Familiengelöbnis gesprochen. Hierbei versammelt sich die Familie um fünf Uhr morgens am Hausaltar. Der Ablauf wird eingeleitet durch eine dreifache tiefe Verneigung vor den Bildern Sun Myung Moons sowie seiner Frau bzw. Familie. Im Anschluss daran wird gemeinsam das Familiengelöbnis rezitiert, an das häufig Gebete angeschlossen werden.
Es ist eine Tradition, jeden Morgen vor Beginn des üblichen Tagesablaufs Hoon Dok Hae abzuhalten. Dabei werden gemeinsam in einer Gruppe frühere Ansprachen von Sun Myung Moon oder Heilige Schriften gelesen. Dies dient dazu, sich täglich mit dem Wort Gottes zu befassen und es sich in Erinnerung zu rufen.

## Netzwerk der Vereinigungskirche
Der Vereinigungskirche nahestehende Organisationen
- IIFWP – Inter religious and International Federation for World Peace[107]
- WANGO – World Association of NGOs[108]
- FFWPU – Familienföderation für Weltfrieden in Österreich[109]
- WTF – The Washington Times Foundation[110]
- ICUS – International Conference on the Unity of the Science[111]
- WUF – World University Federation[112]
- IRFWP – Inter-religious Federation for World Peace[113]
- WMA – World Media Association[114]
- WCARP – World Collegiate Association for the Research of the Principle[115]
- YFWP – Youth Federation for World Peace[116]
- PWPA – Professors World Peace Academy[117]
- World Tong-Il Moo-Do Federation[118]